# جون إريكسون (مهندس)
جون إريكسون (بالإنجليزية: John Ericsson )‏ (و. 1803 – 1889 م) هو مهندس، وعسكري سويدي، وكان عضوًا في الأكاديمية الملكية السويدية للعلوم، توفي في نيويورك، عن عمر يناهز 86 عاماً.

## جوائز
حصل على جوائز منها:
- جائزة رامفورد (1862)
- القاعة الوطنية للمخترعين المشاهير.

## روابط خارجية
- جون إريكسون على موقع الموسوعة البريطانية (الإنجليزية)
- جون إريكسون على موقع إن إن دي بي (الإنجليزية)